# Stygobromus montanus
Stygobromus montanus is een vlokreeftensoort uit de familie van de Crangonyctidae. De wetenschappelijke naam van de soort is voor het eerst geldig gepubliceerd in 1967 door Holsinger.